# 필리프 세귄

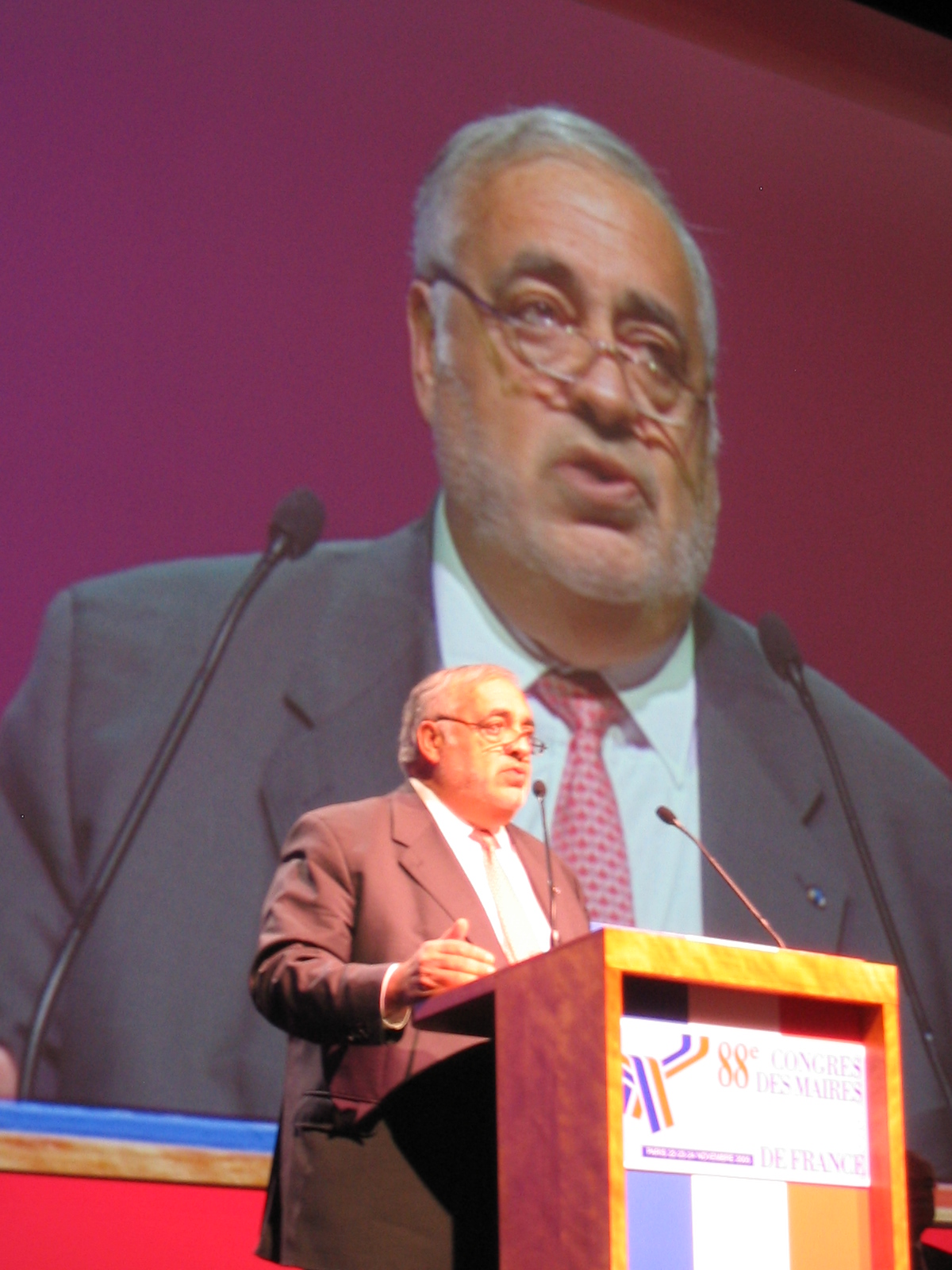

필리프 세귄(프랑스어: Philippe Séguin, 1943년 4월 21일 ~ 2010년 1월 7일)은 프랑스의 정치인으로, 1993년 ~ 1997년 국회의장, 2004년 ~ 2010년 회계감사원장을 지냈다.
1970년 회계감사원에서 일을 시작했지만, 정치활동은 신드골주의 정당인 공화국연합(RPR)에서 시작했다. 1978년 보주주의 국회의원으로 당선되었으며, 1983년부터 1997년까지 에피날의 시장을 지냈다.
자크 시라크 내각(1986년 ~ 1988년) 당시 사회부 장관을 지내면서, 드골주의의 사회·전통 분야를 대변했다. 1988년 시라크가 대선에서 낙선한 이후 당에서 드골주의를 삭제하려고 하자, 세귄은 샤를 파스쿠아와 연대해 이를 반대했다. 그는 또한 알랭 쥐페와 에두아르 발라뒤르의 자유주의·친유럽 노선에 반대하기도 했다.
1992년 마스트리히트 조약에 반대하는 운동을 이끌었으며, 투표 후 TV 토론에 출연해 프랑수아 미테랑을 규탄했다.
1993년부터 1997년까지 국회의장을 지냈으며, 1995년 대선 당시 시라크를 지지했다. 그는 시라크의 캠프명인 "사회 균열"을 지지했다.
1997년 총선에서 우파가 참패했고, 이후 세귄이 당권을 휘어잡자, 시라크와의 관계는 극도로 악화됐다. 세귄은 이 시절 당명을 "운동당"으로 개명하려 했으나, 무산되었다. 그는 시라크의 당권 행사를 강력하게 반대했으며, 당이 "시라크 팬클럽"으로 전락하는 것을 원치 않는다고 했다. 1999년 유럽의회 선거 직전에 사퇴했으며, 니콜라 사르코지가 대행에 들어갔다.
2001년 파리 시장에 도전했지만 낙선했다. 2002년 공화국연합이 군소정당과의 합당을 통해 대중운동연합으로 개편되자, 이에 반발해 탈당했다.
2010년 1월 7일 심장마비로 타계했다. 향년 66세.